# IONITY
IONITY è una joint venture con il compito di costruire un network europeo di stazioni di ricarica ad alta potenza per veicoli elettrici e facilitare i viaggi a lunga distanza.
IONITY è stata fondata da BMW, Daimler, Ford e Volkswagen Group (con Audi e Porsche). Il 9 settembre 2019 Hyundai Motor Company e Kia Motors hanno annunciato il loro ingresso nella joint venture.
Il network di ricarica prevede l'utilizzo di un solo connettore, il Combined Charging System o CCS Combo, con una potenza massima di ricarica di 350 kW.

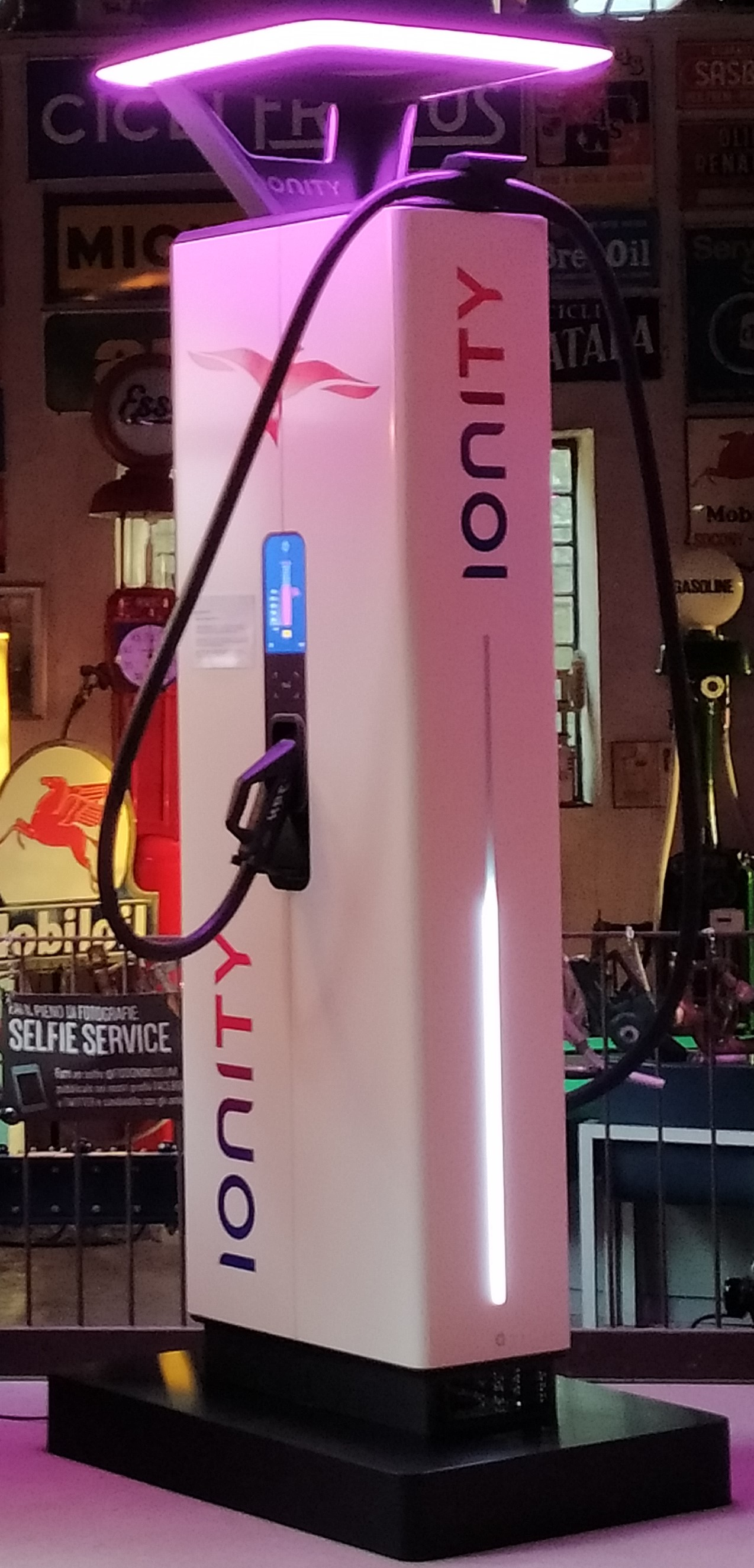
Una colonna di ricarica autostradale IONITY, esposta al Museo Fisogni

A settembre 2020 il numero di stazioni aperte è arrivato a 278, di cui 11 in Italia, con l'obiettivo di raggiungerne 400 entro la fine del 2020.
Ad agosto 2022 il numero di stazioni aperte in Italia è arrivato a 22, con altre 5 in costruzione
Nel 2023 vengono raggiunte 125 stazioni in Francia e 33 in Spagna, e l'anno successivo 25 nel Regno Unito.